# Арнесберг, Карл Людвиг фон
Карл Людвиг, рыцарь фон Арнесберг (нем. Carl Ludwig Ritter von Arnesberg; 1803—1878) — немецкий юрист, политик и педагог.

## Биография
Карл Людвиг Арндтс родился 19 августа 1803 года в городе Арнсберге. Сначала обучался и воспитывался в местной гимназии, затем слушал лекции в Бонне, Гейдельберге и Берлине.
Начал читать лекции в Бонне в 1826 году. В 1830 году женился на своей кузине Берте, после смерти которой женился на Марии.
В 1837 году назначен экстраординарным профессором, а в 1839 — ординарным в Мюнхене. Здесь был он членом законодательной комиссии с 1844 по 1847 год. Ему поручено было выработать проект гражданского уложения. В 1848 избран депутатом от Штраубинга в Франкфуртское национальное собрание. Он принадлежал в нём к так называемой великогерманской партии.
В 1855 году получил должность ординарного профессора римского права в Венском университете.
В 1867 году стал депутатом австрийской палаты господ (Рейхсрат), а в 1871 году получил дворянское звание и титул рыцарь фон Арнесберг. С 1872 года стал действительным членом Академии наук. Научная деятельность фон Арнесберга распространялась на римское право, французское гражданское право, энциклопедию законоведения и гражданское судопроизводство. Кроме того, им изданы «Sententiae» Павла и «Epitome rerum germanicarum» (2 т., Вена, 1856—58). Фон Арнесберг, согласно Энциклопедическому словарю Брокгауза и Ефрона «был ревностным католиком и принадлежал по своим политическим воззрениям к ультрамонтанам. Учёные труды его отличаются замечательною основательностью».
В 1874 году был вынужден отказаться от своих обязанностей по состоянию здоровья.
Карл Людвиг фон Арнесберг скончался в Вене 1 марта 1878 года.